# Sportuniversität Kanoya

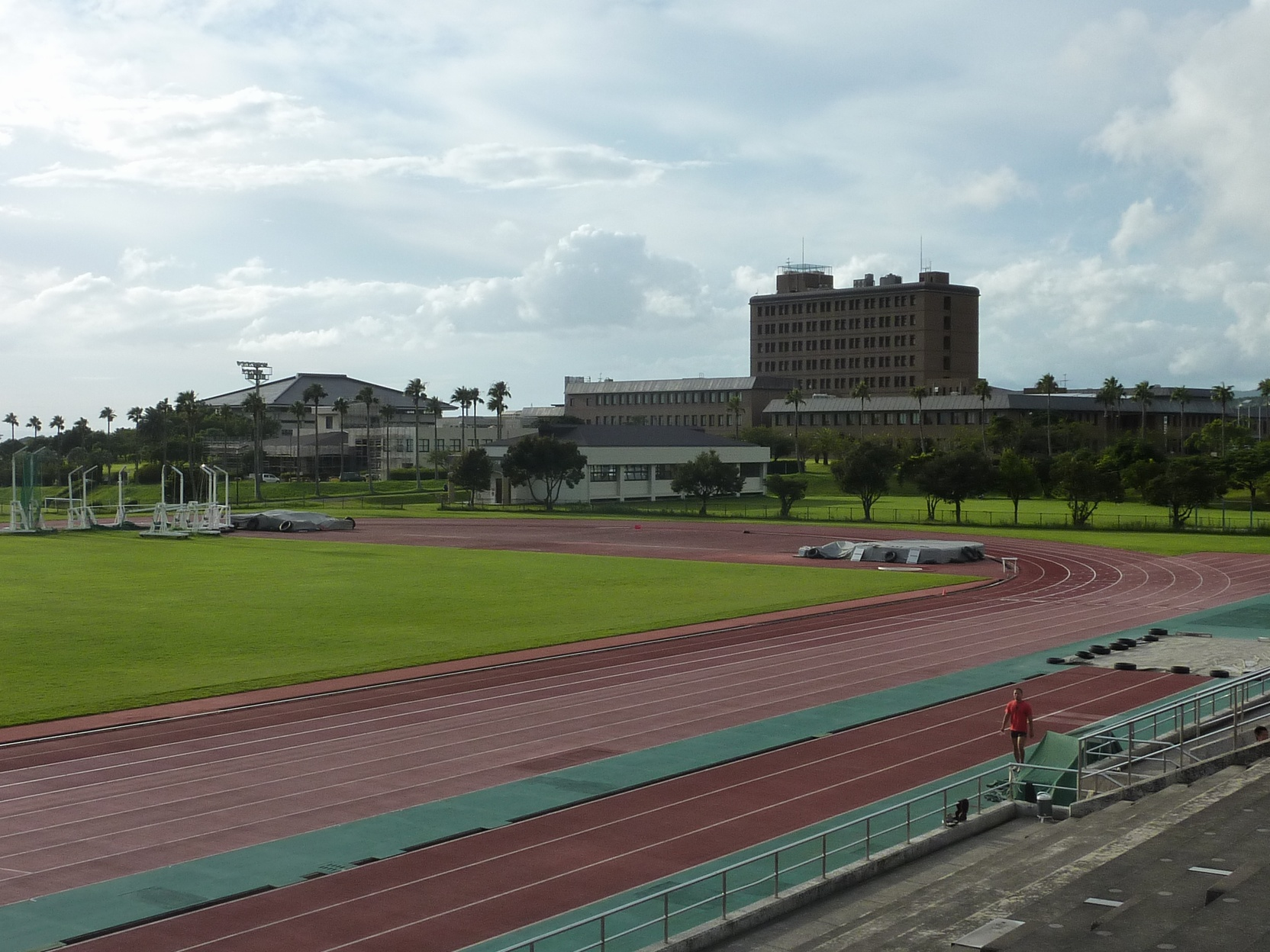
NIFS (2010)

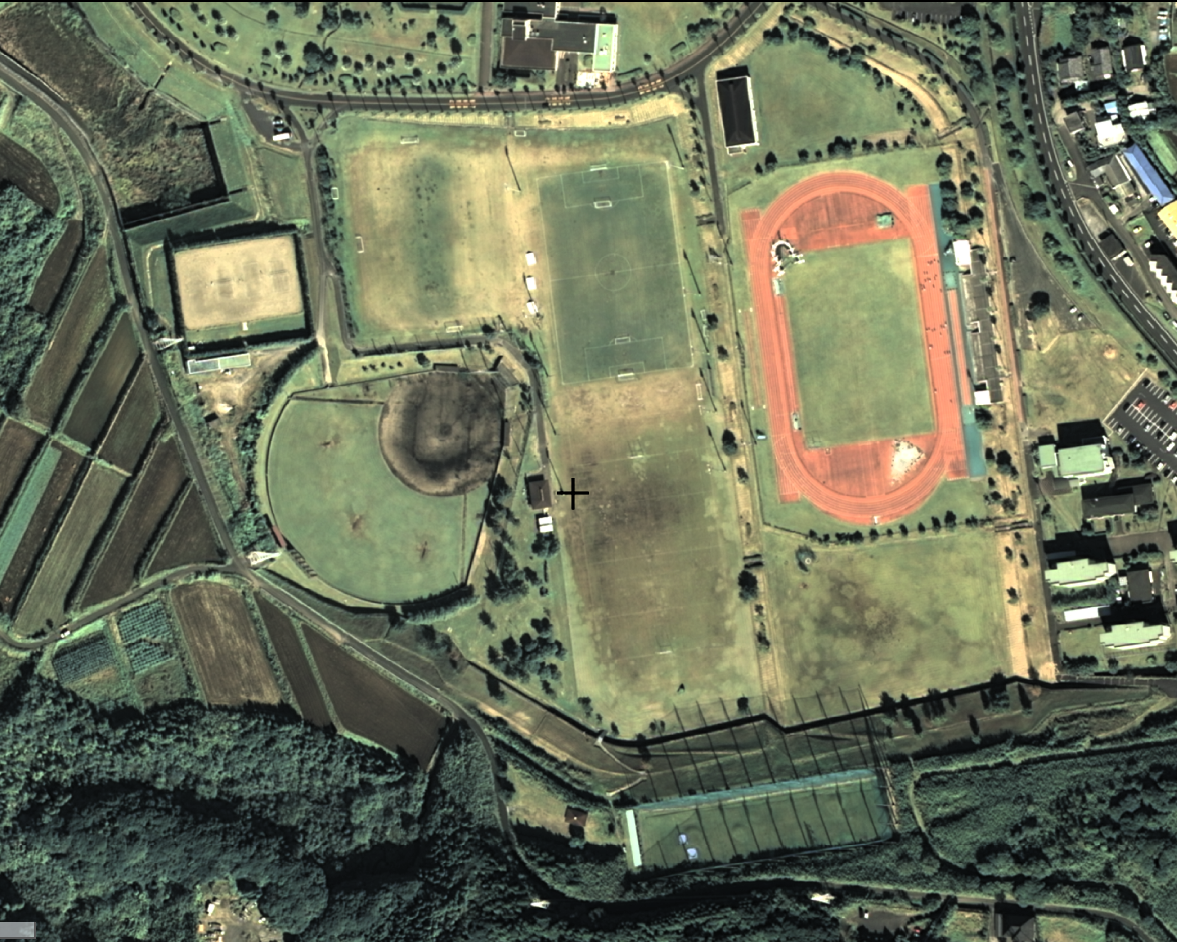
Luftbild (2015)

Die Sportuniversität Kanoya (japanisch 鹿屋体育大学 Kanoya taiiku daigaku; engl. National Institute of Fitness and Sports in Kanoya, kurz: NIFS) ist eine staatliche Universität in Kanoya in der Präfektur Kagoshima, Japan. Sie ist die einzige staatliche Sporthochschule des Staates.
Die Universität wurde am 1. Oktober 1981 gegründet, und 1984 kamen die ersten Studenten an die Schule. 1988 richtete sie die Graduiertenschule (Masterstudiengang) ein, 2004 dann den Doktorkurs. 2016 begannen die gemeinsamen Master- und Doktorprogramme mit der Universität Tsukuba.

## Fakultäten
- Fakultät für Sportwissenschaft (jap. 体育学部, engl. School of Physical Education)
  - Kurs für Umfassende Sportwissenschaft
  - Kurs für Budō